# Ver des sables
Pour le groupe de musique, voir Shai Hulud.
 (janvier 2014).
Si vous disposez d'ouvrages ou d'articles de référence ou si vous connaissez des sites web de qualité traitant du thème abordé ici, merci de compléter l'article en donnant les références utiles à sa vérifiabilité et en les liant à la section « Notes et références ».

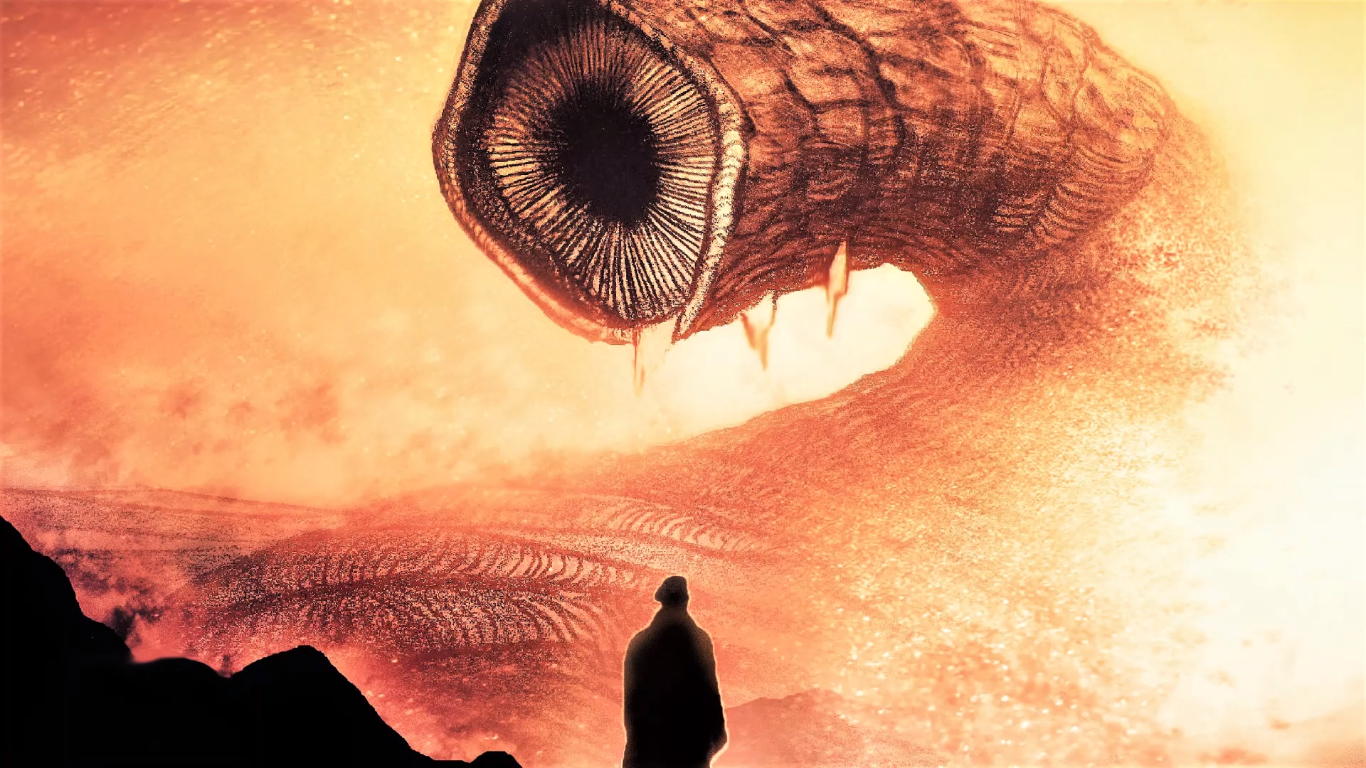
Fan art représentant un ver des sables.

Le ver des sables, également appelé Shai-Hulud ou Faiseur, est une créature fantastique du monde imaginaire de Dune créé par Frank Herbert.

## Morphologie
Ces vers gigantesques mesurent de quelques centaines de mètres à plusieurs kilomètres et vivent uniquement dans les déserts d’Arrakis. Les Fremen les appellent Shai-Hulud et les considèrent comme plus que de simples animaux. Les vers sont les seigneurs du désert et font partie du cycle de l’épice et de la planète tout entière.
Cette créature craint l’humidité et dispose de dents acérées, brillant d’un éclat laiteux, dont les Fremen se servent pour confectionner les Krys, leur arme de prédilection.

## Comportement
Ils se déplacent sous terre et font surface en cas de vibrations régulières (comme celles de la marche humaine) à la surface du sol. C'est pourquoi les natifs de Dune apprennent à marcher d'une manière déstructurée selon des séquences aléatoires, afin de ne pas émettre de vibrations régulières qui attireraient ces monstres. Les Fremen utilisent un marteleur, produisant des bruits sourds et réguliers, pour attirer le ver. Ils les utilisent comme moyen de transport en plantant des crochets entre les anneaux de la carapace du ver puis en se hissant dessus. Ils contrôlent le ver également grâce à ces crochets. En effet, les crochets sont spécifiquement conçus pour écarter les plaques annelées du ver et laisser apparente la chair tendre de la bête qui pivote alors pour protéger cette partie de son corps de l'abrasion du sable. En s'accrochant à ces crochets, les Fremen profitent du pivotement du ver pour se hisser sur son dos.
Les Sables Tambours sont un des principaux dangers de Dune en rapport avec les vers des sables : ces sables se situent dans des zones spéciales et amplifient démesurément les vibrations de tout objet s'y déplaçant, appelant presque à coup sûr un ver. Les Fremens, en habitués de la planète, se protègent en montant sur des affleurements rocheux, où les vers ne peuvent pas les atteindre et où les vibrations des déplacements sont moins fortes.
L’effet Holtzman des boucliers attire le ver des sables et le rend fou, ce qui rend l'usage de ce système mortel sur Arrakis. La créature balaye alors toute la zone d'effet du bouclier et dévore ou tue tout ce qui vit.

## Écosystème
L’origine des vers des sables est incertaine, des rumeurs prétendent qu'ils ne sont pas originaires d’Arrakis. Ils y sont en tout cas parfaitement adaptés. Leur cycle est lié à celui de l'épice.
Herbert note dans Dune que des créatures microscopiques appelées plancton de sable se nourrissent de traces d’épice (mélange) dispersées par des vers sur les sables d'Arrakis. Le plancton de sable est la nourriture des vers de sable géants, mais aussi grandit et s'enfouit pour devenir ce que les Fremen appellent Petits faiseurs (truites de sables), c’est le précurseur (mi-plante mi-animal) du ver de sable sur Arrakis.

Le planétologue impérial Pardot Kynes avait découvert les Petits faiseurs lors de ses enquêtes écologiques sur la planète. Il avait déduit leur existence avant d'en trouver un spécimen. Kynes détermine que ces truites de sable bloquent l'eau dans des couches inférieures poreuses du sol. Alia Atreides note dans Les enfants de Dune que les « truites de sable, lorsqu'elles sont liées côte à côte contre le substrat rocheux de la planète, formaient des citernes vivantes ». Les Fremen eux-mêmes protègent leurs approvisionnements en eau avec des « poissons prédateurs » qui attaquent les truites de sable envahissantes. La truite de sable peut être attirée par de petites traces d'eau, et les enfants Fremen l'attrapent et jouent avec en enfilant un sur la main à la manière d’un « gant vivant ». Leto II dit dans Les enfants de Dune :
La truite de sable ... a été introduite ici depuis un autre endroit. C'était alors une planète humide. Elles ont proliféré au-delà de la capacité des écosystèmes existants. Les truites de sable ont englouti l'eau libre disponible, et en ont fait une planète désertique... pour leur survie. Dans une planète suffisamment sèche, ils pourraient passer à leur phase de ver des sables.
Les truites de sable sont décrites comme « plates et coriaces » dans Les enfants de Dune. Leto II notait qu'elles ont à peu près une forme de losange, sans tête, sans extrémités, sans yeux et pourvues « d’entrelacs grossiers de cils extrudés ». Elles peuvent trouver de l'eau infailliblement. Si l’on presse la truite de sable, elle excrète un sirop vert sucré. Si ces excrétions arrivent dans l’eau, une masse de pré-épice se forme. C’est le stade de croissance sauvage fongique pendant lequel des gaz sont produits. En s'accumulant, ces derniers viennent à exploser. Il en résulte un échange entre la matière du sous-sol profond et la matière au-dessus. Après exposition au soleil et à l'air, cette masse devient l’épice (mélange). Kynes a découvert que les truites de sable meurent par millions à chacune de ces explosions (coup d'épice). Il note également que les quelques survivants entrent dans une hibernation de kystes semi-dormants pour émerger six années plus tard sous forme de petits vers de sable (environ trois mètres de long). Un petit nombre d'entre eux atteindront la maturité sous forme de vers de sable géants, pour qui l'eau est toxique. Un « ver rabougri » est une « forme primitive ... qui atteint une longueur d'environ neuf mètres seulement ». Leur noyade par les Fremen leur fait expulser le narcotique du spectre de la conscience connu sous le nom d'Eau de Vie. Alors que les vers de sable sont capables de manger des humains, ces derniers contiennent un niveau d'eau au-delà des tolérances préférées des vers. Ils dévorent régulièrement du matériel de récolte d’épice, confondant le rythme mécanique avec une proie, mais ils semblent ne tirer leur alimentation réelle que du plancton des sables et des vers de sable plus petits. Ils n'ont aucun intérêt réel pour l'épice. Les vers de sable n'attaquent pas non plus les truites de sable.
La truite évolue pour atteindre le stade de ver, pour qui l'eau est un poison mortel (ou étourdissant à faible dose). Le ver produit par sécrétion l’épice, dont il est l'unique source dans tout l'univers connu, épice très difficile à synthétiser.
Le cycle des vers est parfait : les truites des sables absorbent l'eau qui est dangereuse pour les vers, puis se transforment en vers qui créent l'épice, source de gaz carbonique, et rejettent de l'oxygène. À la mort d'un ver, son corps se décompose et donne naissance à des truites des sables.

## Chasse
Les Fremen utilisent des marteleurs qui frappent le sable de manière régulière pour attirer les vers. En s'écartant de plusieurs dizaines de mètres, ils peuvent sortir de la zone dangereuse, ce qui leur permet, lorsque le ver jaillit du sable, de lancer des crochets qui s’accrochent aux plaques du corps de la bête. En tirant ces crochets, ils exposent la chair douce du ver qui ne peut donc pas replonger ou se retourner. Ainsi, ils peuvent en déplaçant leurs crochets, diriger le ver. Après une journée de course, un ver s'enterre et se repose parfois plusieurs jours.
L’eau étant dangereuse pour les vers, certaines communautés répandent de l’eau autour de leur village pour les empêcher de les attaquer. Il faut malgré tout renouveler régulièrement ces cercles d’humidité car les truites des sables absorbent rapidement toute trace d'humidité.
Des méthodes de capture de ver ont également été tentées en vaporisant de l'eau à très faible dose sur un ver, mais les résultats sont incertains et le transport d'une bête aussi dangereuse et aussi grande est assez hasardeux.